# Lista tomów serii Ao no Exorcist
Ten artykuł zawiera listę tomów serii Ao no Exorcist autorstwa Kazue Katō, ukazywanej w magazynie „Jump Square” wydawnictwa Shūeisha od 4 kwietnia 2009. Pierwszy tom tankōbon ukazał się 4 sierpnia 2009, natomiast według stanu na 4 czerwca 2024, do tej pory wydano 31 tomów.
W Polsce seria ukazuje się nakładem wydawnictwa Waneko od 20 września 2013.
Spin-off zilustrowany przez Minoru Sasaki, zatytułowany Salaryman Exorcist: Okumura Yukio no aishū (jap. サラリーマン祓魔師 奥村雪男の哀愁 Sararīman ekusoshisuto Okumura Yukio no aishū), ukazywał się magazynie „Jump SQ.19” od 19 kwietnia 2013 do 19 lutego 2015, kiedy to zaprzestano publikacji czasopisma. Seria została następnie przeniesiona do „Jump Square”, gdzie ukazywała się do 3 kwietnia 2020. Jej rozdziały zostały zebrane w 4 tankōbonach, wydawanych od 4 lutego 2015 do 4 czerwca 2020.

## Główna seria
| Nr | Język japoński      | Język japoński         | Język polski         | Język polski           |
| Nr | Data wydania        | ISBN                   | Data wydania         | ISBN                   |
| --- | ------------------- | ---------------------- | -------------------- | ---------------------- |
| 1 | 4 sierpnia 2009     | ISBN 978-4-08-874709-5 | 20 września 2013     | ISBN 978-83-63769-45-1 |
| Lista rozdziałów - 001. Chichot Szatana (jap. 笑う青焔魔 Warau Satan) - 002. Starszy brat, młodszy brat (jap. 兄と弟 Ani to otōto) - 003. Ogród Amahara (jap. 天空の庭 Amahara no niwa) |                     |                        |                      |                        |
| 2 | 4 listopada 2009    | ISBN 978-4-08-874757-6 | 20 listopada 2013    | ISBN 978-83-63769-46-8 |
| Lista rozdziałów - 004. Chłopiec z przeklętej świątyni (jap. 崇り寺の仔 Tatari tera no ko) - 005. Stado siewek (jap. 友千鳥 Tomochidori) - 006. Był pewien chory (jap. 此に病める者あり Koko ni yameru mono ari) - 007. Wspomnienia (jap. おもひで Omohide) |                     |                        |                      |                        |
| 3 | 4 marca 2010        | ISBN 978-4-08-870016-8 | 20 stycznia 2014     | ISBN 978-83-63769-47-5 |
| Lista rozdziałów - 008. Czarny kot (jap. 黒猫 Kuro neko) - 009. Berek! (jap. 鬼事 Onigotto) - 010. Dowód (jap. 証明 Shōmei) - 011. Obóz (jap. 楽しいキャンプ Tanoshii kyanpu) |                     |                        |                      |                        |
| 4 | 2 lipca 2010        | ISBN 978-4-08-870079-3 | 20 marca 2014        | ISBN 978-83-63769-48-2 |
| Lista rozdziałów - 012. Pułapka na owady (jap. 誘蛾灯 Yūgatou) - 013. Dobry cel (jap. やさしい事 Yasashii koto) - 014. Zakład (jap. 賭 Kake) - 015. Są siebie warci (jap. どいつもこいつも Doitsumo koitsumo) |                     |                        |                      |                        |
| 5 | 3 grudnia 2010      | ISBN 978-4-08-870136-3 | 20 maja 2014         | ISBN 978-83-63769-49-9 |
| Lista rozdziałów - 016. Preludium (jap. 事の始まり Koto no hajimari) - 017. Jedziemy do Kioto! (jap. 京都へＧｏ！ Kyōtō e go!) - 018. Schizma (jap. 仲違い Nakatagai) - 019. Pijany syn (jap. 酔いどれ息子 Yoidore musuko) |                     |                        |                      |                        |
| 6 | 4 kwietnia 2011     | ISBN 978-4-08-870214-8 | 21 lipca 2014        | ISBN 978-83-63769-50-5 |
| Lista rozdziałów - 020. Zdrajca (jap. 裏切者 Uragiri mono) - 021. Zmienne koleje losu (jap. 転変 Tenben) - 022. Szalejący płomień (jap. 炎火 Enka) - 023. Opowieść ojca (jap. 父語り Chichi gatari) - Rozdział specjalny 1 Pociąg widmo (jap. 幽霊列車ファントムトレイン Fantomu torein) - Rozdział specjalny 2 Kuro ucieka z domu (jap. クロの家で Kuro no ie de)                                                                                                 |                     |                        |                      |                        |
| 7 | 2 września 2011     | ISBN 978-4-08-870330-5 | 22 września 2014     | ISBN 978-83-63769-51-2 |
| Lista rozdziałów - 024. Pusty miecz (jap. 空虚の剣 Kara no ken) - 025. Nieczysty król (jap. 不浄王 Fujō ō) - 026. Płomień serca (jap. こころのひ Kokoro no hi) - 027. Decydujące starcie (jap. 決戦！金剛深山 Kessen! Kongōshinzan) |                     |                        |                      |                        |
| 8 | 4 kwietnia 2012     | ISBN 978-4-08-870409-8 | 20 listopada 2014    | ISBN 978-83-63769-52-9 |
| Lista rozdziałów - 028. Szkarłat (jap. 紅蓮 Guren) - 029. Zaklęcie bariery (jap. 結界呪 Kekkai Shu) - 030. Przeznaczenie (jap. 因縁生起 Innen shouki) - 031. Nirwana (jap. 入滅 Nyūmetsu) - 032. Otchłań (jap. 深淵 Shinen) |                     |                        |                      |                        |
| 9 | 4 września 2012     | ISBN 978-4-08-870505-7 | 20 stycznia 2015     | ISBN 978-83-63769-53-6 |
| Lista rozdziałów - 033. Zniszczenie (jap. 砕破 Saiha) - 034. Zamykanie spraw (jap. 事の結び Koto no musubi) - 035. Bezkres morza (jap. 海は広いな大きいし Umi wa hiroi na ōkii shi) - 036. Dokąd zaprowadzą nas błękitne fale? (jap. 青い波ゆれてどこまで Aoi nami yure te doko made) - 037. Księżyc zachodzi, słońce wschodzi (jap. 月は沈むし日も昇る Tsuki wa shizumu shi hi mo noboru)                                                                         |                     |                        |                      |                        |
| 10 | 28 grudnia 2012     | ISBN 978-4-08-870670-2 | 20 marca 2015        | ISBN 978-83-63769-54-3 |
| Lista rozdziałów - 038. Egzorcysta (jap. エクソシスト Ekusoshisuto) - 039. Demonia etykieta (jap. 悪魔の作法 Akuma no manā) - 040. Siedem tajemnic Akademii Prawdziwego Krzyża (jap. 正十字学園七不思議 Sei Jūji Gakuen nanafushigi) - 041. Tam, gdzie tajemnica (jap. 秘密の在り処 Himitsu no ari ka) - Rozdział specjalny. Nie ma szans, żeby zespół braciszka Kinzo stał się popularny (jap. 金兄のバンドは売れる気０です Kin nī no bando wa ureruki zero desu) |                     |                        |                      |                        |
| 11 | 2 sierpnia 2013     | ISBN 978-4-08-870789-1 | 18 maja 2015         | ISBN 978-83-64891-25-0 |
| Lista rozdziałów - 042. Świat szeptów (jap. ざわめく世界 Zawameku sekai) - 043. Przyjaciele (jap. 友達 Tomodachi) - 044. Wygłupy Mephista (jap. メフィストの戯言 Mefisuto no tawagoto) - 045. Dzień młodych żywych trupów (jap. 青春の生ける屍 Seishun no uōkingu deddo) - 046. Metoda prób i błędów (jap. トライアンドエラー Torai Ando erā) - 047. Noc przed szkolnym festiwalem (jap. 正十字学園祭—前夜 Sei Jūji Gakuen Sai – Zenya)                            |                     |                        |                      |                        |
| 12 | 27 grudnia 2013     | ISBN 978-4-08-870895-9 | 20 lipca 2015        | ISBN 978-83-64891-26-7 |
| Lista rozdziałów - 048. Festiwal – dzisiejsza noc (jap. 正十字学園祭—当夜 Sei Jūji Gakuen Sai – Tōya) - 049. Festiwal – noc po (jap. 正十字学園祭—後夜 Sei Jūji Gakuen Sai – Kōya) - 050. To, co najważniejsze (jap. あたしの一番大切なもの Atashi no ichiban taisetsu na mono) - 051. Łatwowierni głupcy (jap. 騙される方がバカだって… Damasareru hō ga baka datte...) - 052. Nie polegaj na nikim (jap. もう誰も頼れない Mō dare mo tayorenai)                   |                     |                        |                      |                        |
| 13 | 4 lipca 2014        | ISBN 978-4-08-880140-7 | 21 września 2015     | ISBN 978-83-64891-27-4 |
| Lista rozdziałów - 053. To prawdziwa ja (jap. これが本当のあたし Kore ga hontō no atashi) - 054. Nie wróce do zakonu (jap. 騎士團には戻らない Kishidan ni wa modoranai) - 055. Niczym bracia (jap. 兄弟みたいな Kyōdai mitai na) - 056. Interludium (jap. 幕間劇 Makuai geki) - 057. Początek gry (jap. 序盤戦 Joban sen) |                     |                        |                      |                        |
| 14 | 5 stycznia 2015     | ISBN 978-4-08-880282-4 | 19 listopada 2015    | ISBN 978-83-64891-84-7 |
| Lista rozdziałów - 058. Środek (jap. 中盤戦 Chūban sen) - 059. Finał (jap. 後盤戦 Shūban sen) - 060. Samo bycie z nimi... (jap. 一緒にいるだけで Issho ni iru dake de) - 061. Skarb (jap. 宝物 Takaramono) - 062. Egzorcyzmy i oczyszczanie zła (jap. 悪祓ひ去らしめ給はむ Akuwara hisarashime tama hamu) |                     |                        |                      |                        |
| 15 | 4 czerwca 2015      | ISBN 978-4-08-880369-2 | 20 stycznia 2016     | ISBN 978-83-65229-39-7 |
| Lista rozdziałów - 063. Żegnaj (jap. さよなら Sayonara) - 064. Niedługo wrócę (jap. 行ってきます Ittekimasu) - 064,5. Witaj z powrotem (jap. おかえり Okaeri) - 065. Pink Spider cz. 1 (jap. ピンクスパイダー前編 Pinku supaidā zenpen) - 066. Pink Spider cz. 2 (jap. ピンクスパイダー中編 Pinku supaidā chūhen) - 067. Pink Spider cz. 3 (jap. ピンクスパイダー後編 Pinku supaidā kōhen)                                                                         |                     |                        |                      |                        |
| 16 | 4 stycznia 2016     | ISBN 978-4-08-880507-8 | 16 maja 2016         | ISBN 978-83-65229-40-3 |
| Lista rozdziałów - 068. Festiwal nagości (jap. はだかまつり Hadaka matsuri) - 069. Zebranie przy okrągłym stole (jap. 上層部圓卓会議 Jōsōbuen taku kaigi) - 070. Ambicja (jap. 野望 Yabō) - 071. Przyczyna i skutek zauroczenia (jap. 惚れたが因果 Horeta ga inga) - 072. W drodze (jap. 道すがら Michisugara) - 073. Przebudzenie miłości (jap. 戀い初める Koi someru)                                                                                            |                     |                        |                      |                        |
| 17 | 4 lipca 2016        | ISBN 978-4-08-880656-3 | 20 października 2016 | ISBN 978-83-80960-88-6 |
| Lista rozdziałów - 074. Hachinohe pokryte śniegiem (jap. 八戸駅は雪の中 Hachinohe eki wa yuki no naka) - 075. Lodowy wąż (jap. 凍える蛇 Kogoeru kuchinawa) - 076. Pożegnanie (jap. さよならあなた Sayonara anata) - 077. Możesz już nie wracać (jap. 戻れなくてももういいの Modorenakute momōī no) - 078. Gdyby popłynęły łzy (jap. 泣けとばかりに Nake to bakari ni)                                                                                              |                     |                        |                      |                        |
| 18 | 31 grudnia 2016     | ISBN 978-4-08-880891-8 | 30 kwietnia 2017     | ISBN 978-83-8096-218-7 |
| Lista rozdziałów - 079. Wracam (jap. 私は帰ります Watashi wa kaerimasu) - 080. Aomori zimą (jap. ああ 青森冬景色 Ā Aomori fuyu geshiki) - 081. Podziemna biblioteka (jap. 地下茎 Chikakei) - 082. Przebudzenie (jap. 啓蟄 Keichitsu) - 083. Kiełkowanie (jap. 萌芽 Hōga) |                     |                        |                      |                        |
| 19 | 4 kwietnia 2017     | ISBN 978-4-08-881052-2 | 17 lipca 2017        | ISBN 978-83-8096-244-6 |
| Lista rozdziałów - 084. Podwaliny (jap. 根幹 Konkan) - 085. Heterofilia (jap. 異形葉 Ikeiyō) - 086. Owocująca gałąź (jap. 結果枝 Kekkashii) - 087. Embrion (jap. 胚子 Hai) - 088. Wigilia (świątecznych) urodzin (jap. ハッピー（メリクリ）バースデー！イヴ Happī (merikuri) bāsudē! Ibu) |                     |                        |                      |                        |
| 20 | 4 października 2017 | ISBN 978-4-08-881152-9 | 19 lutego 2018       | ISBN 978-83-8096-374-0 |
| Lista rozdziałów - 089. Wesołych (świątecznych) urodzin (jap. ハッピー（メリクリ）バースデー！ Happī (merikuri) bāsudē!) - 090. Szczęśliwej nowej drogi życia 1 (jap. 寿・初夜 Kotobuki soya) - 091. Szczęśliwej nowej drogi życia 2 (jap. 寿・後夜 Kotobuki goya) - 092. Granica śniegu 1 (jap. 雪の果て (1) Yuki no hate (1)) - 093. Granica śniegu 2 (jap. 雪の果て (2) Yuki no hate (2))                                                                       |                     |                        |                      |                        |
| 21 | 2 marca 2018        | ISBN 978-4-08-881363-9 | 20 czerwca 2018      | ISBN 978-83-8096-422-8 |
| Lista rozdziałów - 094. Granica śniegu 3 (jap. 雪の果て (3) Yuki no hate (3)) - 095. Granica śniegu 4 (jap. 雪の果て (4) Yuki no hate (4)) - 096. Granica śniegu 5 (jap. 雪の果て (5) Yuki no hate (5)) - 097. Granica śniegu 6 (jap. 雪の果て (6) Yuki no hate (6)) - 098. Granica śniegu 7 (jap. 雪の果て (7) Yuki no hate (7)) |                     |                        |                      |                        |
| 22 | 2 listopada 2018    | ISBN 978-4-08-881591-6 | 27 lutego 2019       | ISBN 978-83-80963-74-0 |
| Lista rozdziałów - 099. Ostatni śnieg (jap. 雪の果て (8) Yuki no hate (8)) - 100. SsC00:40 - 101. SsC04:36 - 102. SsC05:35 - 103. SsC11:29 |                     |                        |                      |                        |
| 23 | 4 kwietnia 2019     | ISBN 978-4-08-881809-2 | 2 lipca 2019         | ISBN 978-83-8096-712-0 |
| Lista rozdziałów - 104. SsC20:20 - 105. SsC21:19 - 106. SsC23:17A - 107. SsC23:17B - 108. SsC23:17C |                     |                        |                      |                        |
| 24 | 1 listopada 2019    | ISBN 978-4-08-882110-8 | 14 kwietnia 2020     | ISBN 978-83-8096-848-6 |
| Lista rozdziałów - 109. SsC23:17D - 110. SsC40:00A - 111. SsC40:00B - 112. SsC40:00C - 113. SsC40:00D - 114. SsC23:17E |                     |                        |                      |                        |
| 25 | 4 czerwca 2020      | ISBN 978-4-08-882299-0 | 6 listopada 2020     | ISBN 978-83-8096-937-7 |
| Lista rozdziałów - 115. SsC23:17F - 116. SsC23:17G - 117. SsC23:17H - 118. SsC23:17I - 119. SsC24:16 - 120. SsC40:00E |                     |                        |                      |                        |
| 26 | 4 grudnia 2020      | ISBN 978-4-08-882574-8 | 12 kwietnia 2021     | ISBN 978-83-8242-023-4 |
| Lista rozdziałów - 121. Niezrównani – otwarcie (jap. 無双 序ず Musō tsuidezu) - 122. Niezrównani – zapłon (jap. 無双 熾す Musō okosu) - 123. Niezrównani – przytłaczająca potęga (jap. 無双 豪ぐ Musō eragu) - 124. Niezrównani – piekąca rana (jap. 無双 爛る Musō tadaru) - 125. Niezrównani – dewastacja (jap. 無双 乱す Musō midasu) |                     |                        |                      |                        |
| 27 | 4 listopada 2022    | ISBN 978-4-08-882299-0 | 13 stycznia 2022     | ISBN 978-83-8242-200-9 |
| Lista rozdziałów - 126. Niezrównani – rozłam (jap. 無双 破る Musō yaburu) - 127. Niezrównani – odwilż (jap. 無双 爍す Musō tokasu) - 128. Niezrównani – iskierka (jap. 無双 燿る Musō hikaru) - 129. Niezrównani – gratulacje (jap. 無双 寿ぐ Musō kotohogu) - 130. Niezrównani – blask (jap. 無双 赫く Musō kagayaku) |                     |                        |                      |                        |
| 28 | 4 listopada 2022    | ISBN 978-4-08-883264-7 | 11 maja 2023         | ISBN 978-83-8242-515-4 |
| Lista rozdziałów - 131. Niezrównani – wyjaśnienie (jap. 無双 闡す Musō arawasu) - 132. Niezrównani – eksplozja (jap. 無双 爆ぜる Musō hazeru) - 133. Niezrównani – w tańcu (jap. 無双 舞う Musō mau) - 134. Niezrównani – przebudzenie (jap. 無双 醒める Musō sameru) - 135. Niezrównani – zrozumienie (jap. 無双 覚す Musō samasu) |                     |                        |                      |                        |
| 29 | 4 lipca 2023        | ISBN 978-4-08-883460-3 | 8 marca 2024         | ISBN 978-83-8242-516-1 |
| Lista rozdziałów - 136. Musō tatsu (jap. 無双 斷つ) - 137. Musō ka (jap. 無双 禍) - 138. Musō hakyoku (jap. 無双 破局) - 139. Musō zere kara zenpen (jap. 無双 是れから 前編) - 140. Musō zere kara kōhen (jap. 無双 是れから 後編) |                     |                        |                      |                        |
| 30 | 4 stycznia 2024     | ISBN 978-4-08-883722-2 | 8 sierpnia 2024      | ISBN 978-83-8242-203-0 |
| Lista rozdziałów - 141. Musō arawasu (jap. 無双 現す) - 142. Musō tomaru (jap. 無双 闘まる) - 143. Musō kizasu (jap. 無双 兆す) - 144. Musō kizasu ni (jap. 無双 兆す 二) - 145. Musō nozomu (jap. 無双 臨む) |                     |                        |                      |                        |
| 31 | 4 czerwca 2024      | ISBN 978-4-08-884028-4 | 29 listopada 2024    | ISBN 978-83-8242-518-5 |
| Lista rozdziałów - 146. Musō miyuru (jap. 無双 覲ゆ) - 147. Musō hoteru (jap. 無双 熱る) - 148. Musō saimu (jap. 無双 才む) - 149. Musō tsudzuki-ku (jap. 無双 續く) - 150. Musō kore (jap. 無双 焉) |                     |                        |                      |                        |

## Spin-off
| Nr | Data wydania (język japoński) | ISBN (język japoński)  |
| -- | ----------------------------- | ---------------------- |
| 1  | 4 lutego 2015                 | ISBN 978-4-08-880227-5 |
| 2  | 4 lutego 2016                 | ISBN 978-4-08-880592-4 |
| 3  | 3 lutego 2017                 | ISBN 978-4-08-881010-2 |
| 4  | 4 czerwca 2020                | ISBN 978-4-08-882301-0 |